# ベイザー郡
ベイザー郡（ペルシア語: شهرستان بیضا）は、イランのファールス州の郡である。郡中心市はベイザー。
セピーダーン郡内のベイザー地区が分離され、2019年10月に新設された郡である。郡を構成する中央地区とバネシュ地区にはそれぞれ2つの農村地区が属しており、郡中心市のベイザーがベイザー郡内にある唯一の市（シャフル）である。